# Arnebia szechenyi
Arnebia szechenyi là loài thực vật có hoa trong họ Mồ hôi. Loài này được Kanitz mô tả khoa học đầu tiên năm 1891.